# Карім Леклу
Карі́м Леклу́ (фр. Karim Leklou; нар. 20 червня 1982, Севр, О-де-Сен, Франція) — французький актор.

## Біографія
Карім Леклу народився 20 червня 1982 року в Севрі, О-де-Сен, Франція. У дитинстві, після перегляду фільму «Роби як потрібно» режисера Спайка Лі, Карім вирішив, що стане актором.
Акторську кар'єру в кіно Леклу розпочав у 2009 році з невеликої ролі у фільмі Жака Одіара «Пророк». У 2010 році він зіграв роль другого плану в мелодрамі Мішеля Леклерка «Імена людей», який був удостоєний премії «Сезар» в номінаціях «Найкраща акторка» та «Найкращий сценарій». У цьому ж році актор знявся у стрічці Жанни Лабрюн «Особливі стосунки», в якому також зіграли актори Ізабель Юппер і Булі Ланнерс.
У 2013 році Карім Леклу отримав невелику роль у фільмі Ребекки Злотовськи «Гранд Централ. Атомне кохання», який пізніше був удостоєний «Призу Франсуа Шале» на Каннському міжнародному кінофестивалі.
У 2015 році Леклу був запрошений режисером Рафаелем Жакуло на головну роль в його фільмі «Спека», що стала однією з найяскравіших в кар'єрі актора. У цьому ж році він зіграв невелику роль в драмі Елі Важеман «Анархісти», в якому також знялися актори Тахар Рахім, Адель Екзаркопулос, Седрік Кан і Сара Лепікар.
У 2016 році Карім Леклу зіграв роль Макса в драмі сестер Дельфін і Мюріель Кулін «Зупинка в дорозі». Фільм був показаний на Каннському кінофестивалі, де отримав приз за найкращий сценарій в секції «Особливий погляд».
У 2017 році на екрани вийшов дебютний повнометражний фільм режисерки Джоан Шемли «Зазирни в його серце», в якому Карім Леклу знявся у партнерстві з Гаелем Гарсія Берналем, Мариною Вакт та Науелем Пересом Біскаяртом.

## Фільмографія
| Рік  |    | Українська назва              | Оригінальна назва                             | Роль                               |
| ---- | -- | ----------------------------- | --------------------------------------------- | ---------------------------------- |
| 2007 | с  | Репортери                     | Reporters                                     |                                    |
| 2009 | ф  | Офісний простір               | Commis d'office                               | Отман, обвинувачений               |
| 2009 | ф  | Пророк                        | Un prophète                                   | Musulman couloir                   |
| 2010 | ф  | Імена людей                   | Le nom des gens                               | друг під час телевізійної дискусії |
| 2010 | ф  | Особливі стосунки             | Sans queue ni tête                            | Бруню                              |
| 2011 | ф  | Вільні люди                   | Les hommes libres                             | Le tribun du PPA                   |
| 2011 | ф  | Гіганти                       | Les géants                                    | Ангел                              |
| 2011 | ф  | Жіноче джерело                | La source des femmes                          | Карім                              |
| 2011 | тф | Раз, два, три, злодії         | 1, 2, 3, voleurs                              | Жерар                              |
| 2012 | тф | Дело Горджі                   | L'affaire Gordji, histoire d'une cohabitation | Лофті Бен Каллах                   |
| 2012 | кф | Марсель вночі                 | Marseille la nuit                             | Тедді                              |
| 2013 | ф  | 11.6                          |                                               | Бруно Моралес                      |
| 2013 | ф  | Сюзанн                        | Suzanne                                       | Вінс                               |
| 2013 | ф  | Гранд Централ. Атомне кохання | Grand Central                                 | продавець автомобілів              |
| 2014 | ф  | Молодий тигр                  | Bébé tigre                                    | Фредерік                           |
| 2015 | ф  |                               | Sous X                                        | Ламо                               |
| 2015 | ф  | Анархісти                     | Les anarchistes                               | Бісквіт (Марсель Делош)            |
| 2015 | ф  | Спека                         | Coup de chaud                                 | Жозеф Бусу                         |
| 2015 | с  | Останні пантери               | The Last Panthers                             | Франк                              |
| 2016 | ф  | Зупинка в дорозі              | Voir du pays                                  | Макс                               |
| 2016 | ф  |                               | Toril                                         | Бруно                              |
| 2016 | ф  | Лагодити живих                | Réparer les vivants                           | Віргіліо Брева                     |
| 2016 | ф  | Сирота                        | Orpheline                                     | Антоніо, друг батька Кікі          |
| 2017 | ф  | Зазирни в його серце          | Si tu voyais son coeur                        | Мішель, відомий як «Умберто»       |

## Визнання
| Нагороди та номінації Каріма Леклу | Нагороди та номінації Каріма Леклу                    | Нагороди та номінації Каріма Леклу | Нагороди та номінації Каріма Леклу |
| Рік                                | Категорія                                             | Фільм                              | Результат                          |
| ---------------------------------- | ----------------------------------------------------- | ---------------------------------- | ---------------------------------- |
| Європейський кінофестиваль в Анже  |                                                       |                                    |                                    |
| 2013                               | Найкращий актор французького короткометражного фільму | Марсель вночі                      | Перемога                           |
| Туринський кінофестиваль           |                                                       |                                    |                                    |
| 2015                               | Приз журі найкращому акторові                         | Спека                              | Перемога                           |
| Премія «Сезар»                     |                                                       |                                    |                                    |
| 2019                               | Найперспективніший актор                              | Світ належить тобі                 | Номінація                          |